# Mark Philippoussis
Mark Philippoussis (Melbourne, 7 november 1976) is een voormalig tennisser uit Australië.
Philippoussis heeft een Griekse vader en een Amerikaanse moeder. Die zijn in 1974 samen naar Melbourne verhuisd.
Philippoussis begon op zijn zesde met tennis. In zijn jeugdjaren werd hij korte tijd gecoacht door Wimbledonkampioen Pat Cash. Philippoussis werd prof in 1994. In 1995 was hij met zijn 19 jaar de jongste speler in de top 50.
In 1998 bereikte hij op de US Open 1998 zijn eerste grandslamfinale, maar hij verloor die eindstrijd van zijn landgenoot Patrick Rafter. Na drie verloren kwartfinales bereikte hij ook op Wimbledon 2003 de finale, maar deze ging verloren tegen de Zwitser Roger Federer. Philippoussis won daarna nog wel enkele ATP toernooien, totaal won hij in zijn loopbaan 11 titels, maar aansprekende resultaten bleven uit. Vanwege aanhoudend blessureleed beëindigde hij in 2006 zijn professionele carrière. 

## Titels enkelspel (11)
- 1996 Toulouse
- 1997 Scottsdale
- 1997 München
- 1997 Queen's/London
- 1998 Memphis
- 1999 San Jose
- 1999 Indian Wells
- 2000 San Jose
- 2001 Memphis
- 2003 Shanghai
- 2006 Newport

## Prestatietabel
| Legenda | Legenda                          |
| ------- | -------------------------------- |
| g.t.    | geen toernooi gehouden           |
| l.c.    | lagere categorie                 |
| –       | niet deelgenomen                 |
| G       | uitgeschakeld in de groepsfase   |
| 1R      | uitgeschakeld in de eerste ronde |
| 2R      | uitgeschakeld in de tweede ronde |
| 3R      | uitgeschakeld in de derde ronde  |
| 4R      | uitgeschakeld in de vierde ronde |
| KF      | uitgeschakeld in de kwartfinale  |
| HF      | uitgeschakeld in de halve finale |
| F       | de finale verloren               |
| W       | het toernooi gewonnen            |
| w-v     | winst/verlies-balans             |

### Prestatietabel grand slam, enkelspel
| Toernooi        | 1994 | 1995 | 1996 | 1997 | 1998 | 1999 | 2000 | 2002 | 2003 | 2004 | 2005 | 2006 |
| --------------- | ---- | ---- | ---- | ---- | ---- | ---- | ---- | ---- | ---- | ---- | ---- | ---- |
| Australian Open | 1R   | 1R   | 4R   | –    | 2R   | 4R   | 4R   | 2R   | 3R   | 4R   | –    | 1R   |
| Roland Garros   | –    | –    | 2R   | 4R   | 2R   | 1R   | 4R   | 2R   | 2R   | 1R   | –    | –    |
| Wimbledon       | –    | –    | 2R   | 1R   | KF   | KF   | KF   | 4R   | F    | 4R   | 2R   | 2R   |
| US Open         | –    | 3R   | 4R   | 3R   | F    | –    | 2R   | 1R   | 3R   | 1R   | 1R   | 1R   |

### Prestatietabel grand slam, dubbelspel
| Toernooi        | 1994 | 1995 | 1996 | 1997 | 1998 |
| --------------- | ---- | ---- | ---- | ---- | ---- |
| Australian Open | 1R   | 1R   | 2R   | –    | 1R   |
| Roland Garros   | –    | –    | 3R   | 3R   | 1R   |
| Wimbledon       | –    | KF   | HF   | KF   | –    |
| US Open         | –    | 3R   | HF   | 3R   | –    |